# Jerry Ortíz
Jerry Alberto Ortíz Cortés, noto semplicemente come Jerry Ortíz (Cali, 7 novembre 1992), è un calciatore colombiano, centrocampista della Polisportiva Bonorva.